# Salacia vellaniana
Salacia vellaniana är en benvedsväxtart som beskrevs av Udayan, Yohannan och Pradeep. Salacia vellaniana ingår i släktet Salacia och familjen Celastraceae. Inga underarter finns listade.